# Castropignano
Castropignano község (comune) Olaszország Molise régiójában, Campobasso megyében.

## Fekvése
A megye délnyugati részén fekszik. Határai: Busso, Campobasso, Casalciprano, Fossalto, Limosano, Oratino, Ripalimosani és Torella del Sannio.

## Története
Egy ókori római település helyén alakult ki. A longobárd időkben a Beneventói Hercegséghez tartozott. A 12. századtól a Molisei Grófság része lett, majd a 14. században a D’Evoli család birtoka lett, aki a feudalizmus felszámolásáig megtartották. A 19. században nyerte el önállóságát, amikor a Nápolyi Királyságban felszámolták a feudalizmust.

## Népessége
A népesség számának alakulása:

## Főbb látnivalói
- Castello d’Evoli
- San Luca-templom
- San Giacomo-templom
- Santa Chiara-templom
- Santa Maria delle Grazie-templom